# Azúrkoronás császárlégykapó
Az azúrkoronás császárlégykapó (Myiagra azureocapilla) a madarak osztályának verébalakúak (Passeriformes) rendjébe és a császárlégykapó-félék (Monarchidae) családjába  tartozó faj.

## Rendszerezése
A fajt Edgar Leopold Layard brit ornitológus írta le 1875-ben.

## Előfordulása
A Fidzsi-szigetekhez tartozó Taveuni szigetén honos. Természetes élőhelyei szubtrópusi és trópusi síkvidéki és hegyi esőerdők. Állandó, nem vonuló faj.

## Megjelenése
Testhossza 15–17 centiméter, testtömege 9,5–16 gramm. A hím és a tojó tollazata különbözik. A hím koronája világoskék, és szeme alatt található egy kék csík, a tojónál a korona hiányzik, de feje teteje és szem alatti csíkja sötétebb kék. Mindkét nem csőre sötét narancssárga, háta, szárnya és farka fekete, hasa világosszürke színű, torka vöröses.
|  |

## Életmódja
Kevés róla az információ, valószínűleg rovarokkal és pókokkal táplálkozik.

## Természetvédelmi helyzete
Az elterjedési területe nagyon kicsi, egyedszáma pedig csökken. A Természetvédelmi Világszövetség Vörös listáján mérsékelten fenyegetett fajként szerepel.